# Slovenska liga ameriškega nogometa 2012
La Slovenska liga ameriškega nogometa 2012 è stata la 3ª edizione dell'omonimo torneo di football americano.
Ha avuto inizio il 24 marzo e si è conclusa il 23 giugno con la finale vinta per 23-10 dai Ljubljana Silverhawks sui Maribor Generals.

## Squadre partecipanti
| Club                  | Città    | Stadio | Sponsor ufficiale | Risultato nella stagione 2011 |
| --------------------- | -------- | ------ | ----------------- | ----------------------------- |
| Alp Devils            | Kranj    |        |                   |                               |
| Ljubljana Silverhawks | Lubiana  |        |                   | Campioni di Slovenia          |
| Maribor Generals      | Maribor  |        |                   |                               |
| Zagreb Raiders        | Zagabria |        |                   |                               |
| Zagreb Thunder        | Zagabria |        |                   |                               |

## Stagione regolare

### Calendario

#### 1ª giornata
| 24 marzo 2012 | Ljubljana Silverhawks | 45 – 0 | Maribor Generals |  |

#### 2ª giornata
| 1º aprile 2012 | Maribor Generals | 39 – 14 | Zagreb Raiders |  |

#### 3ª giornata
| 7 aprile 2012 | Ljubljana Silverhawks | 49 – 7 | Alp Devils |  |

#### 4ª giornata
| 22 aprile 2012 | Alp Devils | 0 – 6 | Ljubljana Silverhawks |  |

#### 5ª giornata
| 28 aprile 2012 | Maribor Generals | 35 – 18 | Zagreb Thunder |  |

| 29 aprile 2012 | Alp Devils | 31 – 8 | Zagreb Raiders |  |

#### 6ª giornata
| 12 maggio 2012 | Ljubljana Silverhawks | 41 – 0 | Zagreb Thunder |  |

| 13 maggio 2012 | Alp Devils | 18 – 28 | Maribor Generals |  |

#### 7ª giornata
| 20 maggio 2012 | Alp Devils | 53 – 0 | Zagreb Thunder |  |

#### 8ª giornata
| 2 giugno 2012 | Ljubljana Silverhawks | 20 – 0 | Zagreb Raiders |  |

#### 9ª giornata
| 9 giugno 2012 | Maribor Generals | 7 – 14 | Ljubljana Silverhawks |  |

#### 10ª giornata
| 16 giugno 2012 | Maribor Generals | 34 – 14 (7-0 14-7 13-7 0-0) | Alp Devils |  |

### Classifica
La classifica della regular season è la seguente:
- PCT = percentuale di vittorie, G = partite giocate, V = partite vinte, P = partite perse, PF = punti fatti, PS = punti subiti

| Pos. | Squadra               | PCT   | G | V | P | PF  | PS  |
| ---- | --------------------- | ----- | - | - | - | --- | --- |
| 1    | Ljubljana Silverhawks | 1.000 | 6 | 6 | 0 | 175 | 14  |
| 2    | Maribor Generals      | .667  | 6 | 4 | 2 | 143 | 123 |
| 3    | Alp Devils            | .333  | 6 | 2 | 4 | 123 | 125 |
| 4    | Zagreb Raiders        | .000  | 3 | 0 | 3 | 22  | 90  |
| 5    | Zagreb Thunder        | .000  | 3 | 0 | 3 | 18  | 126 |

## SloBowl III
| 23 giugno 2012 | Ljubljana Silverhawks | 23 – 10 | Maribor Generals |  |

## Verdetti
- Ljubljana Silverhawks Campioni della Slovenia 2012 (3º titolo)